# 王様と私 (1956年の映画)
『王様と私』（おうさまとわたし、The King and I）は、1956年のアメリカ合衆国のミュージカル映画。
20世紀フォックスが製作、ウォルター・ラングが監督、チャールズ・ブラケットとダリル・F・ザナックがプロデュースし、デボラ・カーとユル・ブリンナーが主演した。マーガレット・ランドンが1944年に発表した小説『アンナとシャム王』をもとに、1951年に初演されたロジャース&ハマースタインのミュージカル『王様と私』を原作とし、アーネスト・レーマンが脚本を担当した。この小説は1860年代初頭、シャム（現：タイ王国）のラーマ4世の子供たちの教師となったアナ・リオノウンズの回顧録を基にしている。リオノウンズの物語は自伝的ではあるが、様々な部分で議論の余地がある。
この映画は商業的、批評的に成功し、第29回アカデミー賞において9部門にノミネートされ、ブリンナーの主演男優賞を含む5部門で受賞した。
また同じミュージカルを原作とし、1999年にアニメ映画『王様と私』が公開された。

## あらすじ
夫を亡くした頑固な教師アンナ（デボラ・カー）が息子ルイス（レックス・トンプソン）を伴って、シャムの王様（ユル・ブリンナー）の多くの子供たちの家庭教師として、ウェールズからシャムの首都バンコクに到着する。2人は王様の側近で威圧感のあるクララホム首相（マーティン・ベンソン）を紹介される。クララホム首相は2人が住むこととなる王宮に迎えるために来たのだと説明するが、王宮の外に住みたいというアンナの契約を脅かすものであった。アンナはウェールズに戻ろうかと考えたが、ルイスとクララホム首相と共に渋々下船する。
王宮においてアンナは王様との面会を申し出てクララホム首相役に王室への入室を許可される。喜んだ王様はアンナの意見を無視してチャン王妃（テリー・サンダース）、そしてビルマから来た上品なタプティム（リタ・モレノ）を含む複数の妻たちにアンナを紹介する。また王様は生徒となる子供15名も紹介するが、ほかに子供67名がいると語る。アンナは滞在および教育に同意し、封建的なタイ王室に近代の風を取り込もうと、やる気になる。その夜遅く、妻たちは宮廷に住めることをよろこんでないないタプティムをあざけたりする。チャン王妃を含む妻たちがアンナの荷物の整理していると、アンナの亡くなった夫トムの古い写真が出てき、「この写真の方は、どなたか」と、アンナは、たずねられる。アンナは恋や若き恋人たちことを想う（Hello,Yong Loversのシーン。使用楽曲項目も参照）。
アンナは自分の住む場所である家を諦められずに子供たちに利点を教え、王様は不機嫌になり文化が違うと主張も違うことに頭を悩ませる。アンナは教えることで互いを知り、子供たちとの関係を築いていく。しかし雪を見たことがない子供たちは雪の存在を信じず混乱に陥る。王様が、騒がしい教室に入ってくるとタプティムが『アンクル・トムの小屋』の本を持っていることに気付き、奴隷について周りを巻き込み、議論が白熱する。
その夜、アンナは王様の自室に呼ばれる。王様は聖書を読んだが世界は6日間でできたのではなく何百年もかかってできたのだと語る。王様はアンナの説明を聞き入れず、アメリカの南北戦争の支援のために雄の象を贈るとエイブラハム・リンカーン大統領に手紙を口述筆記してほしいと言う。さらに王様は自分に対して頭が高い者は誰もいないとして、シャムの伝統に即した床への直接の座り方を強要する。アンナは雄の象だけ贈られても長持ちしないと言おうとするが、伝統としきたりを重んじる頑迷な王様と対立し、王様は、手紙を書き終えるようにと、「おやすみ（よきにはからえ）」と、退出してしまう。
部屋を出ると、タプティムをシャムに連れて来たルン・タ（カルロス・リヴァス）に声をかけられ、タプティムと密会しようとしていることを知る。ルン・タは密会の手引きをアンナに懇願する。最初は、「あなたたちの身が大変に危険だ」と断る。が、結局、受け入れ、ルン・タとタプティムは闇に隠れて密会できる。ルン・タは、次にシャムに来た時に、花を合図に、共に逃げようと約束をする。
翌日、王様はイギリス帝国の拡大の知らせに頭を悩ませ、アンナが子供たちに繰り返し『Home Sweet Home』を歌わせるのを聞いて教室に駆け込む。アンナは子供たちが止めるのも聞かずにシャムを離れると強気に話す。王様は、アンナは使用人であり契約不履行としてただ出て行けと語る。その夜遅くにチャン王妃がアンナのもとを訪れ、王様はイギリスに野蛮な統治者と思われ、保護国にされてしまうという噂を不安に思っているのだと語る。アンナはショックを受けるが、口論の後のため王様と話をすることをためらう。チャン王妃は王様にはアンナの説得が必要であると納得させる。アンナは王様も和解できるか心配していること、そしてイギリスからバンコクに親善訪問のため公使が来ることを知る。アンナはジョン・ヘイ大使（アラン・モウブレイ）および古くからの親しい友人エドワード・ラムゼイ卿（ジェフリー・トゥーン）が公使として来ることを知り、ヨーロッパの食事と音楽でヨーロッパ様式でもてなすことを提案する。1週間以内に公使が来るのだ。王様はアンナの支援のお礼に家を贈ると約束する。
公使が到着した夜、ラムゼイ卿はアンナと昔話に花を咲かせ、アンナはイギリス社会に思いを馳せる。ラムゼイ卿とアンナがダンスをしているところに王様が割り込み、イライラしながらダンスは夕食の後だと語る。王様は持ち前の知性で客に好印象を与え、シャムの伝統的舞踊によるタプティム版『アンクル・トムの小屋』の上演となる。しかし王様とクララホム首相は、奴隷問題を扱い、奴隷所有者の王が川で溺死する物語に感心しない。ヘイ大使が作者のタプティムと話をしようとすると、タプティムはルン・タと逃げるために退出した後であった 。
客が退出すると、王様はアンナの功績を称え指輪をプレゼントする。王様はミュージカルの上演のことなどから、タプティムを気に入らないとし、行方不明であると語る。王様は男性には複数の妻を持つ資格があり、女性は忠実でなければならないと主張する。アンナは自分たちの文化園では、男性は1人の女性を愛するものだと考えていると、女の子の人生最初のダンスを思い出しながら語る。王様に請われ、ポルカを教える。だが、王様は、さきほど、みかけた前の最初のダンスとは、手の組み方などが、違う！と言い、二人は、続けて、欧米風（ヨーロピアン・ダンシング）ダンスを踊る（Shall We Danceのシーン（使用楽曲項目も参照））。が、途中、とクララホム首相が駆け込み、タプティムを捕まえたと知らせる。アンナの懇願にもかかわらず王様は不敬罪によりタプティムを鞭打ちの刑に処する準備をする。アンナはそんなことをする王様は心のない野蛮人であり、鞭打ちの刑をやめるよう「いままでの努力が、すべて無駄になる」と、説得しようとする。王様は、「（鞭打ちの刑を）見ていることは、耐えることはできないだろう」と、アンナに言うが、「いいえ、目をそらさずに、見ております」と、アンナは、こたえる。王様は、その場から、去ってしまう。タプティムはルン・タの遺体が川で見つかったと知り涙を流す。
クララホム首相はアンナのせいで王様は落胆しているとし、王様はもう以前の王様にはなれない「あなたは、来るべきではなかった」と語る。アンナはクララホム首相に指輪をたくし、王様に指輪を返してくださいと話す。ガヴァネスを辞し、次の便でシャムを離れる決意をする。
ある日アンナはルイスと共にシャムを離れる準備をしていると、チャン王妃が王様が死の淵にいると語る。アンナにののしられて以降、王様は食欲もなく夜も眠れず誰とも会いたがらない。チャン王妃は王様からの未完の手紙を渡すと、そこには文化の違いから厳しい態度をとることもあったがアンナへの深い感謝と敬意が記されていた。手紙を読んだアンナはイギリスへ出航する前に泣きながら王様のベッドの脇にやってくる。王様はアンナに再度指輪を与え、アンナはいつも正しいことを言ってくれたとし、アンナとルイスにここに留まってほしいと暗に話す。チュラーンロンコーン王子に王様の地位を譲り、奴隷制度および平伏の廃止を公布する。全てから解き放たれ満足した王様はアンナとクララホム首相が見守る中静かに息を引き取る。

## キャスト
| 役名           | 俳優                                              | 日本語吹替                                                          | 日本語吹替                          | 日本語吹替                                                                             |
| 役名           | 俳優                                              | 東京12ch版                                                          | TBS版                               | テレビ東京版                                                                           |
| -------------- | ------------------------------------------------- | ------------------------------------------------------------------- | ----------------------------------- | -------------------------------------------------------------------------------------- |
| 王             | ユル・ブリンナー                                  | 森川公也                                                            | 小林修                              | 壌晴彦                                                                                 |
| アンナ         | デボラ・カー （歌唱：マーニ・ニクソン）           | 水城蘭子                                                            | 水城蘭子                            | 久野綾希子                                                                             |
| タプティム     | リタ・モレノ （歌唱：リオナ・ゴードン）           | 野村道子                                                            | 麻上洋子                            | 篠原恵美                                                                               |
| クララホム首相 | マーティン・ベンソン                              | 藤本譲                                                              |                                     | 水野龍司                                                                               |
| チャン王妃     | テリー・サウンダース                              | 此島愛子                                                            |                                     | 磯辺万沙子                                                                             |
| 王子           | パトリック・アディアート                          | 沢井正延                                                            |                                     | 伊倉一恵                                                                               |
| ルイ           | レックス・トンプソン                              | 菅谷政子                                                            |                                     | 矢島晶子                                                                               |
| ルンタ         | カルロス・リヴァス （歌唱：ルーベン・フェンテス） | 堀勝之祐                                                            |                                     | 室園丈裕                                                                               |
| その他         |                                                   | 宮内幸平 嶋俊介 桂玲子 山本圭子 清野ミナ 飯田有穂 坂井志満 松岡武司 |                                     | 佐々木梅治 後藤敦 川田妙子 津村まこと 黒田弥生 藤原美央子 樋浦茜子 川先宏美 浅野まゆみ |
|                |                                                   |                                                                     |                                     |                                                                                        |
| 演出           |                                                   | 近森啓祐                                                            |                                     | 蕨南勝之                                                                               |
| 翻訳           |                                                   | 榎あきら                                                            |                                     | たかしまちせこ                                                                         |
| 調整           |                                                   |                                                                     |                                     | 山田太平                                                                               |
| 効果           |                                                   |                                                                     |                                     | リレーション                                                                           |
| 担当           |                                                   |                                                                     |                                     | 鍛治谷功 岩田敦彦                                                                      |
| プロデューサー |                                                   |                                                                     |                                     | 久保一郎 戸張涼                                                                        |
| 配給           |                                                   |                                                                     |                                     | ムービーテレビジョン                                                                   |
| 制作           |                                                   | ニュージャパンフィルム                                              |                                     | テレビ東京 ムービーテレビジョン                                                        |
| 初回放送       |                                                   | 1972年10月12日 21:00-22:56 『木曜洋画劇場』                         | 1975年12月30日 13:00-14:25 『映画』 | 2000年1月30日 13:00-15:25 『20世紀名作シネマ』                                         |

- ユル・ブリンナーの声を長年務めている小林修は初放送の東京12ch版の時はスケジュールの都合が合わずに担当する事が出来なかったが、TBS版でようやく担当できた事をインタビューで述べている。

※2016年10月5日発売の『王様と私 <製作60周年記念版>』には東京12チャンネル版（およそ93分）とテレビ東京版（およそ120分）の吹替を収録。

## 使用楽曲
- 序曲 Overture – 20世紀フォックス・オーケストラ
- 口笛ふいて I Whistle a Happy Tune – アンナ、ルイス
- シャムの子供の行進 The March of the Siamese Children – 20世紀フォックス・オーケストラ
- ハロー・ヤング・ラヴァー Hello, Young Lovers – アンナ
- パズルメント A Puzzlement – 王様
- ゲティング・トゥ・ノウ・ユー Getting to Know You – アンナ、コーラス
- 木陰のくちづけ We Kiss in a Shadow – ルン・タ、タプティム
- サムシング・ワンダフル Something Wonderful – チャン王妃
- 第1幕フィナーレ Finale, Act I – 王様、コーラス
- 幕間 Entr'acte – 20世紀フォックス・オーケストラ
- トーマス伯父さんの小さな家（バレエ） The Small House of Uncle Thomas (Ballet) – 語り：タプティム、歌およびダンス：コーラスおよびダンサー
- 王様の歌 Song of the King – 王様
- シャル・ウィ・ダンス? Shall We Dance? – 歌およびダンス：アンナ、王様
- フィナーレ（サムシング・ワンダフル） Finale (Something Wonderful) – コーラス

## 製作
舞台版『王様と私』はガートルード・ローレンスのために製作され、映画版にも出演する契約であった。しかしローレンスはブロードウェイ公演に出演中に癌を患い、上演期間中に亡くなった。歌手で女優のダイナ・ショアが映画版アンナ役の候補となった。ソプラノの歌声で定評のあるモーリン・オハラが舞台版のオリジナル・キャストとなっていたが、リチャード・ロジャースが賛成しなかった。王様役のユル・ブリンナーはデボラ・カーを推薦し、マーニ・ニクソンがカーの歌唱吹替を行なうことになった。レコーディング・スタジオにおいて、カーとニクソンは語りと歌を合わせるために隣同士にいた。翌年、映画『めぐり逢い』でもニクソンがカーの歌唱吹替を行なった。
ドナルド・ボーグル著のドロシー・ダンドリッジの伝記によると、20世紀フォックスと映画3本に出演する契約していたダンドリッジにタプティム役のオファーがあったが、主演でないため映画『カルメン』の監督で当時恋人であったオットー・プレミンジャーに降板の口利きを頼んだ。アフリカ系アメリカ人であるダンドリッジは奴隷役を演じたくなかったのではないかとの憶測が飛んだ。フォックスと契約していたリタ・モレノはテスト撮影のために呼ばれたが、プロデューサーらがモレノを気に入りタプティム役に配役した。のちにモレノはインタビューにおいてフランス・ニュイエンもタプティム役候補となっており、モレノはニュイエンが配役されるものと思っていた。しかしニュイエンはフォックスと契約していなかったため配役されなかった。
ブロードウエイでの舞台版に引き続き、テリー・サンダースがチャン王妃役に配役された。パトリック・アディアートがチュラーンロンコーン王子役、マーティン・ベンソンがクララホム首相役、ダンサーのユリコがイライザ役に配役され、ゲムゼ・ド・ラペも舞台版と同じ役で出演した。アラン・モウブレイが新設されたジョン・ヘイ大使役に、ジェフリー・トゥーンが舞台版では大使であったエドワード・ラムゼイ卿役に配役された。撮影はレオン・シャムロイ、アートディレクターはジョン・デクワおよびライル・R・ウィーラー、衣裳デザインはアイリーン・シャラフが担当した。舞台版でも振付を担当したジェローム・ロビンズが振付を映画用に発展させた。
舞台版にある『Shall I Tell You What I Think of You?』、『I Have Dreamed』、『My Lord and Master』の3曲は映画のサウンドトラック用にもレコーディングされたが、結局映画には登場しなかった。舞台版で使用された『Western People Funny』は背景音楽としてのみ残った。『王様の歌』の前半は台詞に置き換えられ、最初の歌詞はカットされた。ただしサウンドトラック・アルバムではカットされた部分も残されている。
2006年、公開50周年記念盤ではカットされた曲も収録されると発表されていたが、結局『Shall I Tell You?』の音楽のみが収録されただけであった。『サムシング・ワンダフル』リプライズの裏コーラスが映画版のフィナーレに追加された。舞台版のフィナーレでは歌のないオーケストラで演奏される。他の舞台版でのリプライズは映画版には登場しない。
4か月前に公開された映画『回転木馬』と共に当時最新式であった55.625mmフィルムを使用したシネマスコープ55方式（20世紀フォックス社によって開発された高画質ワイドスクリーン）を活用した2作品の1つとなっている。映画のほとんどをシネマスコープ55方式で撮影したと宣伝していたが、通常の35mmシネマスコープ方式でのみ公開され、当初6チャンネルのステレオとされていたが4チャンネルで公開された。『王様と私』以降シネマスコープ55は使用されることはなかった。
1961年、フォックスのグレンジャー70という70mm方式で再公開された。ようやくこの時6チャンネルのステレオで公開された。1966年、シネマスコープで再公開されたが、1967年にテレビに売却された。

## 評価
批評、興行収入の双方において大成功をおさめた。ただし複数の批評家が舞台版から台詞を変更し、音楽をカットしたことを批判した。

### タイ王国における作品の扱い
「王様」のモデルは、タイ仏教の改革と列強諸国との外交に努めたタイ国王・ラーマ4世（在位：1851年 - 1868年）とされる。王が、イギリスからアナ・リオノウンズを家庭教師に招き入れ、西洋の教育を子弟に行った。
アンナは、この体験を元にして、1870年に「The English Governess at the Siamese Court」（シャム宮廷のイギリス人女性家庭教師）を、1873年には「Siamese Harem Life」（シャムの後宮生活）を著した。両書を元に、マーガレット・ランドンが小説『Anna and the King of Siam』（アンナとシャム王）を創作、これがミュージカルや映画の原作となった。
アンナの著書には創作と誇張が多い。タイには不敬罪が存在するため、上演・上映が禁じられている。

## 実際のレオノーウェンズとタイ国王
フィクションでは、夫を無くしたイギリス在住の婦人が教育係として請われて、初めて東洋に足を踏み入れることになっているが、実際のレオノーウェンズはインド生まれで生涯の大半をインド、東南アジアで暮らしており、東洋の文化には慣れていた。また、教育係 (goveness) ではなく、単なる英語教師を募集していたのを見て応募したものであり、ラーマ4世との関係もそれ程深いものではなかったと言われる。王太子（後のラーマ5世）が即位後、奴隷制を廃止するのはレオノーウェンズの教育（アンクル・トムの小屋の話をした）の影響の様に描かれるが、単なる時代の流れへの対応と見られている。
なお、レオノーウェンズの息子ルイ（ルイス・T・レオノーウェンズ、1856年10月25日 – 1919年2月17日）はその後タイに定住し実業家となっており、王族の娘と結婚している。彼の名を冠した会社は現在でも存在する。

## 受賞歴

### アカデミー賞
アカデミー賞において9部門にノミネートされ5部門で受賞した。

#### 受賞
- 主演男優賞 – ユル・ブリンナー
- 美術賞 – ジョン・デクワ、ライル・R・ウィーラー、ウォルター・M・スコット、ポール・S・フォックス
- 衣裳デザイン賞 – アイリーン・シャラフ
- 作曲賞 – アルフレッド・ニューマン、ケン・ダービー
- 録音賞 – カールトン・W・フォークナー、20世紀フォックス音響部

#### ノミネート
- 作品賞 – チャールズ・ブラケット
- 主演女優賞 – デボラ・カー
- 監督賞 – ウォルター・ラング
- 撮影賞 – レオン・シャムロイ

### ゴールデン・グローブ賞
ゴールデングローブ賞において4部門にノミネートされ2部門で受賞した。

#### 受賞
- 作品賞 (ミュージカル・コメディ部門)
- 主演女優賞 (ミュージカル・コメディ部門) – デボラ・カー

#### ノミネート
- Best Film Promoting International Understanding
- 主演男優賞 (ミュージカル・コメディ部門) – ユル・ブリンナー

### アメリカン・フィルム・インスティチュート
アメリカン・フィルム・インスティチュートによる以下のランキングに認定された。
- 情熱的な映画ベスト100 – #31
- アメリカ映画100年のヒーローと悪役ベスト100:
  - アンナ（デボラ・カー） – ヒーロー部門ノミネート
- アメリカ映画主題歌ベスト100:
  - "Getting to Know You" – ノミネート
  - シャル・ウィ・ダンス? "Shall We Dance?" – #54
- アメリカ映画の名セリフベスト100:
  - "Et cetera, et cetera, et cetera." – ノミネート
- ミュージカル映画ベスト – #11
- アメリカ映画ベスト100（10周年エディション） – ノミネート

## 舞台版
1951年、セント・ジェームズ劇場で初演。この初演は3年間で1246公演のロングランを記録した。1952年のトニー賞では作品賞・主演女優賞など5部門を受賞。初演より王様役を務めたユル・ブリンナーは、1985年に他界するまで4,625回の主演公演を務めた。
1996年の再演では、ルー・ダイアモンド・フィリップスとドナ・マーフィーが主演を務めた。
2015年版では、渡辺謙の王様役、ケリー・オハラのアンナ役での上演。渡辺は第69回トニー賞のミュージカル部門の主演男優賞に日本人として初めてノミネートされた。第69回トニー賞では、「ミュージカル・リバイバル作品賞」、ケリー・オハラが「ミュージカル主演女優賞」、ルーシー・アン・マイルズが「ミュージカル助演女優賞」、ミュージカル衣装デザイン賞を受賞したが、渡辺は受賞は逃した。第58回グラミー賞では、最優秀劇場ミュージカル・アルバムにノミネートされたが、受賞は逃した。
2016年3月1日から4月17日まで渡辺が再び出演予定だったが、渡辺が胃がんによる手術と療養のため延期となった、3月17日から正式に再主演を開始した。

### 日本版
1965年に日本初演。初演から王様役を務めた松本幸四郎は、1991年にイギリスロンドン・ウエストエンドのサドラーズ・ウェルズ劇場の公演も出演し、スーザン・ハンプシャーと共演した。
2012年の再演からは、映画演劇文化協会が運営する「ハロー・ミュージカル! プロジェクト」として全国各地で上演。2011年の公演決定発表時は、貴城けいがアンナ役を務める予定だったが、病気療養により降板し、紫吹淳が代役となった。
主なキャスト
- 王様（シャム王）：松本幸四郎、松平健、髙嶋政宏、北村一輝
- アンナ・レオノーウェンズ ：越路吹雪、那智わたる、草笛光子、安奈淳、鳳蘭、一路真輝、紫吹淳、明日海りお

## アニメ版
本作をほぼ忠実にアニメ化した。

## 関連
主な録音など
関連作品なども記述
- 王様と私（CD）フィリップス/PHCP-5082/1992年11月06日[24]